# Hikmet Suleyman
Hikmet Suleymān (in arabo حكمت سليمان‎?) (Baghdad, 1889 – Baghdad, 16 giugno 1964) è stato un politico iracheno, primo ministro del suo Paese dal 30 ottobre del 1936 al 12 agosto del 1937.

## Biografia
Di famiglia assai abbiente, studiò nell'Università di Istanbul (l'Iraq faceva all'epoca parte integrante dell'Impero ottomano) e, tornato in patria, divenne funzionario statale per essere poi nominato Preside della Facoltà di Giurisprudenza dell'Università di Baghdad.
Fu poi nominato nel 1914 vice-direttore del ministero delle Informazioni e, nel 1923, fu sottosegretario del ministero delle Poste del Regno d'Iraq, da poco istituito per volontà britannica. Di etnia turkmena si batté, fin dai primi anni dell'indipendenza irachena, dopo la fine della prima guerra mondiale, per la nascita di una nazione moderna multietnica. Esponente del Partito della Fratellanza Nazionale, divenne per la prima volta deputato nel 1925, tre anni dopo operò nel ministero della Giustizia, facendo dare alle stampe nel 1934 la Gazzetta Ufficiale del regno. Fu quindi ministro della Giustizia e poi degli Interni
Ricevette l'incarico di formare un nuovo Gabinetto in seguito al colpo di Stato del generale curdo iracheno Bakr Ṣidqī, anch'egli di sentimenti nazionalisti e progressisti. Il suo incarico fu volentieri confermato da re Ghazi, forse non del tutto estraneo all'azione di Ṣidqī.
Insieme con Ṣidqī, rappresentò la più seria alternativa irachena al panarabismo che nel secondo dopoguerra si sarebbe diffuso tra gli iracheni e, per molti versi, l'instaurazione della repubblica per opera del gen. ʿAbd al-Karīm Qāsim fu il frutto di quel sentimento. Con Ṣidqi dette vita a un'alleanza con la moderna Turchia di Kemal Atatürk e tentò di risolvere stabilmente l'annosa e irrisolta questione dei confini con l'Iran di Reza Scià, comandante della Brigata Cosacca che aveva messo fine alla monarchia qajara. Due paesi non arabi che avrebbero potuto dar vita a una realtà politica ed economica di grande spessore.
Suleymān fu obbligato a rassegnare le proprie dimissioni a seguito dell'assassinio di Ṣidqī nel 1937.